# Gebrüder Teichmann
Gebrüder Teichmann ist ein Musikprojekt, das aus den beiden gebürtigen Regensburger DJs, Musikern und Produzenten Andi und Hannes Teichmann besteht.

## Leben
Im Alter von zwölf Jahren gründete Andi Teichmann mit seinem neunjährigen Bruder Hannes im Jahr 1989 seine erste Punk-Band mit dem Namen Totalschaden.
Seit 1997 spielen Andi Schlagzeug und Hannes den Moog in der Indie-Band beigeGT. Sie veröffentlichen ihre Platten auf dem Hamburger Label L'Age D'Or. Ihre Coverversion des DJ-Rolando-Hits Knights Of The Jaguar wurde zur Single of The Week im NME.
1999 gründeten die Gebrüder Teichmann das Label Festplatten Records, 2001 erschien die Compilation Unser Eins. 2002 erhielten die inzwischen nach Berlin übergesiedelten Brüder in Anerkennung ihrer besonderen künstlerischen Leistung auf dem Gebiet der Jugendkultur und der elektronischen Musik den Kulturförderpreis der Stadt Regensburg. Im selben Jahr sind sie in ihrer Heimatstadt Mitbegründer des Kulturvereins Graz e. V. Neben Touren durch Europa, Russland, Asien und Südamerika, einigen Solo- wie auch gemeinsamen 12" und EPs, unter anderem auch auf dem Kölner Label Kompakt, etablierten sich die Brüder als Remixer (u. a. für Raz Ohara, Mediengruppe Telekommander oder Andreas Dorau).
Gemeinsam mit dem Komponisten und Zitherspieler Leopold Hurt betreiben sie seit 2002 das Projekt Teichmann Hurt und beteiligen sich seither an diversen Neue-Musik-Projekten. Sie arbeiteten unter anderem mit Ensemble Modern, Decoder Ensemble oder dem Komponisten Moritz Eggert.
Im Oktober 2005 veröffentlichte Andi Teichmann sein erstes Solo-Album Fades. Ende September 2007 erschien das gemeinsame Album The Number Of The Beat, welches unter anderem im Frühjahr 2008 im Vorprogramm von Underworld vorgestellt wurde (München, Berlin), 2011 folgte das Album They Made Us Do It.
Seit 2009 kuratierten die Brüder gemeinsam mit dem Goethe-Institut Nairobi das interkulturelle Musikprojekt BLNRB, bei dem Musiker aus Kenia und Deutschland zusammenarbeiten. Weitere Teilnehmer aus Deutschland waren die Gruppen Modeselektor und Jahcoozi. Aus Kenia sind unter anderem die Gruppen Ukoo Flani, Abbas Kubaff und Necessary Noize Teil des Projektes. Ein gemeinsames Album erschien 2011 beim Münchner Label Out|here Records. Das Folgeprojekt Ten Cities beschäftigt sich 2012 bis 2014 mit den Subkulturen zehn afrikanischer und europäischer Städte.
Im Auftrag des Goethe-Instituts bereisten sie im Frühjahr 2011 Südasien und gaben dort Workshops und Konzerte. Diese Reise führte sie neben einigen Städten in Indien, auch nach Colombo, Dhaka und Kabul.
Im Anschluss organisierten sie gemeinsam mit dem Goethe-Institut das Soundcamp Sri Lanka, bei dem Musiker aus den verschiedenen südasiatischen Ländern auf einer kleinen Insel vor Colombo mit europäischen Künstlern zusammentreffen, um sich auszutauschen und gemeinsam zu arbeiten.
Bis 2015 fanden in Zusammenarbeit mit den lokalen Goethe-Instituten weitere Soundcamps in Karachi, Pakistan und Malinalco, Mexiko mit Musikern aus Südasien, Zentralamerika und Europa statt.

## Diskografie

### Alben
- 2005: Andi Teichmann – Fades (Festplatten)
- 2007: Gebr. Teichmann – The Number Of The Beat (Disko B)
- 2011: Teichmann – They Made Us Do It (Festplatten)
- 2017: Gebrüder Teichmann – Lost On Earth (Noland)
- 2019: Ensemble Extrakte, Gebrüder Teichmann, Sandeep Bagwhati – Iterationen (Noland)

### Singles & EPs
- 1999: Ha.te & Andi Orange – Festplatten 01 (Festplatten)
- 2000: Gebr. Teichmann – Aus Der Ferne (Kompakt)
- 2000: Gebr. Teichmann – We Are One Family (Festplatten)
- 2001: Hannes Teichmann – Wenn Schon – Denn Schon (Festplatten)
- 2003: Gebr. Teichmann – Brothers In Arms (Festplatten)
- 2004: DJ Koze A.K.A. Monaco Schranze / Gebr. Teichmann – Speicher 25 (Kompakt Extra)
- 2002: Andi Teichmann – Wir Gehen Nicht Nach Haus (Festplatten)
- 2005: Andi Teichmann – Wo Die Wilden Kerle Wohnen (Festplatten)
- 2005: Hannes Teichmann – Wenn Schallmotten Abhotten (Festplatten)
- 2005: Hannes Teichmann – Heartcore (Festplatten)
- 2006: Andi Teichmann – Refaded (Festplatten)
- 2006: Teichmann Bros. feat Alice – Maximal Strike (TT)
- 2007: Gebr. Teichmann – Yesternight (Disko B)
- 2007: Hannes Teichmann – Jäger07 (Festplatten)
- 2008: Gebr. Teichmann – Time's Up / Hands Up (Teichtracks)
- 2009: Gebrüder Teichmann – Transistor Vamp (Teichtracks)
- 2010: Gebrüder Teichmann – Brainwash EP (Festplatten)
- 2013: Gebrüder Teichmann & Foremost Poets – Time´s almost up! (Killekill Housetracks)
- 2016: Gebrüder Teichmann & Wura Samba – Berlin – Lagos Ep (Noland Tracks)